# أمين الوائلي
اللواء أمين عبد الله الوائلي (1962 - 27 مارس 2021) ضابط عسكري يمني برتبة لواء. شغل منصب قائد المنطقة العسكرية السادسة بالجيش اليمني التابعة للقوات الحكومية المعترف بها دوليًا. يعد من أكبر ضباط القوات الحكومية الذين استشهدوا في الحرب الأهلية اليمنية. استشهد يوم السبت 27 مارس 2021 خلال معارك مع الحوثيين في جبهة الكسارة شمال غرب محافظة مأرب.
واللواء الوائلي الذي ينحدر من مديرية وصاب في محافظة ذمار، من مواليد عام 1962، وتخرّج في الكلية الحربية عام 1984، ولديه ماجستير علوم عسكرية من العراق.